# Tasya Teles
Tasya Teles, est une actrice canadienne, née le 1er février 1985 à Toronto, au Canada.
L'actrice se fait connaître du grand public grâce à la série télévisée américaine post-apocalyptique, Les 100 où elle incarne Echo.

## Biographie
Née à Toronto d'une mère canadienne et d'un père brésilien, Tasya a déménagé à Vancouver alors qu'elle était enfant et a fréquenté l'Université Concordia à Montréal, au Québec. Elle se passionne pour le théâtre[style à revoir]. Elle a passé quelques années à New-York, et à Montréal pour du mannequinat[réf. nécessaire]. Mais elle est finalement retournée à Vancouver. Elle est d'origine brésilienne et ukrainienne[réf. nécessaire].

### Carrière
En 2014, elle rejoint la série télévisée à succès Les 100, dans le rôle d'Echo en tant qu'invitée lors de la deuxième et troisième saison. En mai 2017, elle rejoint le casting récurrent de la quatrième saison, puis principal depuis la cinquième saison. La série est diffusée depuis le 19 mars 2014 sur le réseau The CW.

## Filmographie

### Cinéma
- 2013 : Afflicted : Maria
- 2013 : Mirrors de Will O'Brien : Leah
- 2014 : Skin Trade : Rosa Cassidy
- 2014 : Le médaillon de noël : Female Paramedic
- 2014 : Grumpy Cat's Worst Christmas Ever : Nicole
- 2014 : Damaged : Kate Luck
- 2015 : Autumn Dreams : Jovanna
- 2018 : The Perfect Pickup de Chad Rook : Tracy
- 2019 : Thirty-Seventeen de Miles Forster : Carrie
- 2019 : The Morning After the Night Before de Steve Baran : Amber

### Télévision

#### Séries télévisées
- 2013 : Untold Stories of the ER : Charlene (1 épisode)
- 2014 : Package Deal : Hot Woman (1 épisode)
- 2014 : Continuum : Freelancer #2 (1 épisode)
- 2014 : Witches of East End : Nurse (1 épisode)
- 2014 : Rogue : Kendra (4 épisodes)
- 2014 : Rush : Officer Megan (1 épisode)
- 2014 : Intruders : Daniella (2 épisodes)
- 2015-2020 : Les 100 : Echo (invitée saisons 2 et 3, récurrente saison 4, principal dès la saison 5)
- 2015 : iZombie : Holly White (1 épisode)
- 2015 : Supernatural : Nanny (1 épisode)
- 2017 : Prison Break : Tricha (4 épisodes)
- 2017 : Les Voyageurs du Temps : Traveler 009 (2 épisodes)
- 2022 : Legacies : Lynn (saison 4, épisode 18)

#### Téléfilms
- 2015 : Mon futur ex et moi (Autumn Dreams) de Neill Fearnley : Jovanna
- 2018 : The Girl in the Bathtub

## Voix française
- Laura Blanc dans Les dommages du passé[4]
- Karine Texier dans Mon futur ex et moi
- Ingrid Donnadieu (1revoix, saison 2 et 3) puis Ludivine Maffren (2evoix, saison 4 à 7) dans Les 100